# Leandro Desábato (Fußballspieler, 1990)
Leandro Luis Desábato (* 30. März 1990 in Murphy) ist ein argentinischer Fußballspieler.

## Vereinskarriere
Das Fußballspielen erlernte Leandro Luis Desábato in der Jugendmannschaft von CA Vélez Sarsfield. Hier unterschrieb er 2011 auch seinen ersten Profivertrag. Vélez Sarsfield, ein Fußballverein aus der argentinischen Hauptstadt Buenos Aires, spielte in der höchsten Liga des Landes, der Primera División. 2011 gewann er mit dem Verein die Primera División (Clausura), 2013 die Torneo Inicial. Die Supercopa Argentina gewann er ebenfalls 2013. Hier besiegte man im Endspiel Arsenal de Sarandí mit 1:0. Nach Brasilien wechselte er 2018. CR Vasco da Gama, ein Club aus Rio de Janeiro, nahm ihn für ein Jahr unter Vertrag. Mit Vasco belegte er den zweiten Platz der Staatsmeisterschaft von Rio de Janeiro. Nach einem Jahr wechselte er nach Asien. Hier unterschrieb er in Japan einen Vertrag bei Cerezo Osaka. Der Club aus Osaka spielte in der ersten Liga, der J1 League. Für Cerezo stand er 42-mal in der ersten Liga auf dem Spielfeld. Nach Vertragsende in Japan war er von Februar 2021 bis Mitte Juli 2021 vertrags- und vereinslos. Der Rosario Central, ein Erstligist aus seiner Heimat Argentinien, nahm ihn von Mitte 2021 bis Anfang Januar 2022 unter Vertrag. Für den Erstligisten bestritt er sechs Ligaspiele. Im Januar 2022 ging er wieder nach Japan, wo er einen Vertrag beim Erstligaabsteiger Vegalta Sendai in Sendai unterschrieb. Für den Zweitligisten bestritt er 13 Ligaspiele. Nach der Saison wurde sein Vertrag nicht verlängert.

## Erfolge
CA Vélez Sarsfield
Primera División
Sieger Clausura: 2011
Sieger Torneo Inicial: 2013
- Supercopa Argentina

Sieger: 2013
CR Vasco da Gama
- Staatsmeisterschaft von Rio de Janeiro

2. Platz: 2018